# Eudaemonia ghesquierii
Eudaemonia ghesquierii är en fjärilsart som beskrevs av Talbot 1925. Eudaemonia ghesquierii ingår i släktet Eudaemonia och familjen påfågelsspinnare. Inga underarter finns listade i Catalogue of Life.